# Bay Cities Football Club
Il Bay Cities Football Club, conosciuto anche come Bay Cities FC o più semplicemente come Bay Cities, è un club calcistico professionistico statunitense con base a Redwood City, in California, e che disputa le proprie partite casalinghe presso il Terremere Field, impianto da 3.500 posti.
A partire dalla stagione 2022 milita nella NISA, terza divisione della piramide calcistica americana.

## Storia
Il club venne fondato nel 2021 da Anders Perez, Ivan Martinez e K.C. Watson e il 15 aprile dello stesso anno la National Independent Soccer Association annunciò di aver ricevuto dal club la richiesta ufficiale di ingresso nella lega per la stagione 2022. Sul campo, l'esordio della squadra in un match ufficiale avvenne però ben prima, il 13 luglio 2021, nella NISA Independent Cup: l'incontro, disputato contro il California Victory, club di NPSL, terminò sul risultato di 1-1. Pochi giorni dopo, il 27 luglio, il club annunciò l'ingaggio di Eric Bucchere come primo direttore sportivo della sua storia, mentre per l'annuncio ufficiale dell'ingresso nella NISA si dovette aspettare fino al 9 dicembre.

## Colori e simboli
I colori sociali sono l'oro e il nero, i quali corrispondono ai colori tradizionali dello stato della California. Il suo motto è invece Bridge the Bay, in quanto il club si pone l'obiettivo di unire i circa 700.000 appassionati di calcio residenti nella parte occidentale della baia.
Esiste inoltre un gruppo di tifoseria organizzata, denominato Legion del Oro.

## Stadio
L'impianto sportivo in cui il club disputa i propri incontri casalinghi è il Terremere Field, stadio dotato di una capienza di 3.500 posti e di proprietà della Sequoia High School di Redwood City.